# Erich Kühn (Architekt)
Erich Kühn (* 14. März 1902 in Lütgendortmund; † 7. Dezember 1981 in Aachen) war ein deutscher Architekt, Baubeamter und Hochschullehrer.

## Leben und Beruf

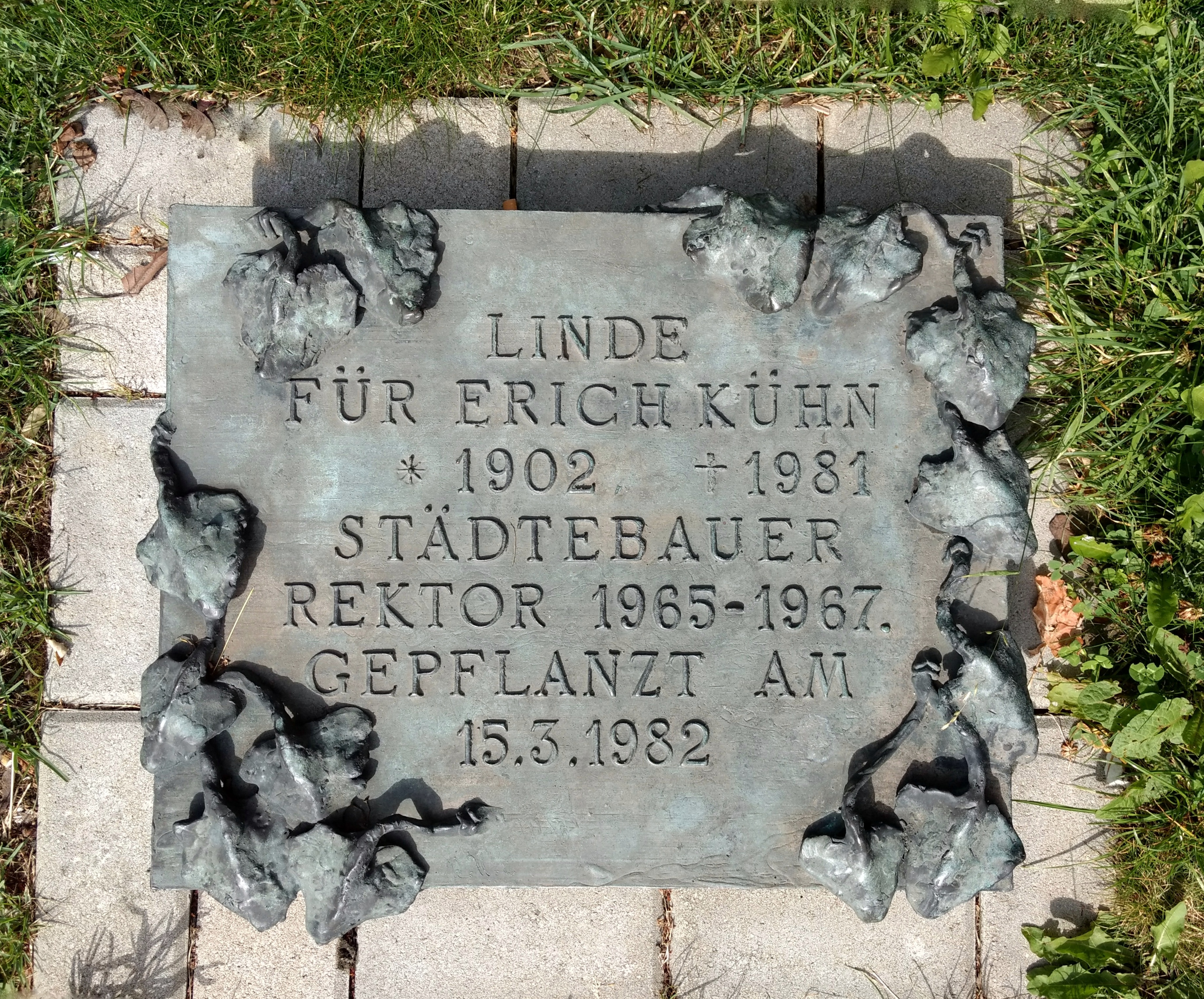
Inschrift gegenüber Super-C

Nach dem Besuch der Volksschule und des Gymnasiums studierte Kühn in München und Berlin Architektur. Das Diplom erwarb er 1926. Anschließend war er bei den Stadtbauämtern in Dortmund und Kassel und als technischer Sekretär der Allgemeine Häuserbau AG tätig. Nach einer Zeit als freischaffender Architekt (1930 bis 1935) war er bis 1939 Leiter des Planungsamtes in Eberswalde. Von 1939 bis 1945 war er Kreisbaurat in Minden.
Am 19. September 1945 setzte die britische Militärverwaltung Kühn als Landrat des Kreises Minden ein, um ihn am 4. Dezember 1945 abzuberufen und Gerhard Bothur zu seinem Nachfolger einzusetzen.
Kühn war dann Planungsberater beim Oberpräsidenten der Provinz Westfalen und richtete ab 1947 das Amt für Landespflege ein und leitete es. Tätigkeiten bei verschiedenen Ministerien des Landes Nordrhein-Westfalen schlossen sich an. So arbeitete er im Schulbauausschuss bei der Formulierung der Fredeburger Richtlinien (Schulbaurichtlinien) verantwortlich mit.
1953 wurde er als Nachfolger von René von Schöfer auf den Lehrstuhl für Städtebau und Landesplanung an der RWTH Aachen berufen. Vom 1. Oktober 1965 bis zum 30. September 1967 war er außerdem Rektor der Hochschule. Am 26. Juni 1980 wurde ihm in Anerkennung seiner ganz besonderen Bemühungen um die Verbindung von Wissenschaft, Kunst und Technik, um die Ausweitung des städtebaulichen Denkens und den Dialog in unserer Hochschule der Titel „Senator Ehrenhalber“ verliehen.

## Schriften (Auswahl)
- gemeinsam mit Paul Vogler: Medizin und Städtebau. Urban & Schwarzenberg Verlag, München 1957.
- Der Wiederaufbau der deutschen Städte, in: Planen und Bauen im neuen Deutschland. Köln/Opladen 1960. S. 110–155.
- Die Grüne Charta von der Mainau. (= Schriftenreihe der Deutschen Gartenbaugesellschaft, 10.) Neske, Pfullingen 1961.
- Stadt und Natur. Vorträge, Aufsätze, Dokumente 1932–1981. (posthum herausgegeben von Lotte Kühn, Gerhard Curdes, Thomas Bandholtz) Christians, Hamburg 1984, ISBN 3-7672-0849-0.